# Szpila (szachy)
Szpila, rentgen, klamra – atak na dwie bierki szachowe ustawione jedna za drugą. 
Szpila przypomina związanie, a różnica polega na tym, że w jej przypadku cenniejsza bierka stoi przed bierką o mniejszej lub równej wartości. Przeciwnik musi ruszyć się cenniejszą bierką, aby jej nie stracić, tym samym odsłaniając i następnie tracąc mniej cenną bierkę. Szpilę mogą „wbić” figury długodystansowe, czyli hetman, wieża i goniec (skoczek może stworzyć widełki). Ponieważ szpila jest bezpośrednim atakiem na cenniejszą figurę, powszechnie uważa się ją za znacznie silniejszą i skuteczniejszą groźbę niż związanie. Jej ofiara przeważnie nie uniknie straty materiału (choć jest to możliwe, gdy można dać szacha którąś z zaatakowanych figur lub zasłonić figurę słabszą bierką). Szpila jest rzadsza niż związanie, ale gdy się zdarzy, zwykle jest kluczowa dla wyniku partii.

## Typy szpili
Istnieją dwa typy szpili: absolutna i względna. Przy szpili absolutnej król jest szachowany, więc gracz musi zażegnać groźbę (według zasad gry w szachy). W przypadku szpili względnej bierką atakowaną nie jest król, zatem nie trzeba jej ruszać ani zasłaniać.

### Szpila względna
Na diagramie, przy ruchu czarnych, czarny hetman jest szpilowany przez gońca białych. By nie stracić hetmana, czarne muszą się nim ruszyć; w następnym ruchu białe zdobędą wieżę. Czarne najprawdopodobniej ruszą się hetmanem, który jest cenniejszy od wieży, ale wybór należy do nich.
|   | a | b | c | d | e | f | g | h |   |
| 8 | b7 – Czarna wieża · f7 – Czarny król · e6 – Czarny pionek · f6 – Czarny pionek · d5 – Czarny hetman · f4 – Biały pionek · e3 – Biały pionek · f3 – Biały goniec · e2 – Biały hetman · f2 – Biały król | b7 – Czarna wieża · f7 – Czarny król · e6 – Czarny pionek · f6 – Czarny pionek · d5 – Czarny hetman · f4 – Biały pionek · e3 – Biały pionek · f3 – Biały goniec · e2 – Biały hetman · f2 – Biały król | b7 – Czarna wieża · f7 – Czarny król · e6 – Czarny pionek · f6 – Czarny pionek · d5 – Czarny hetman · f4 – Biały pionek · e3 – Biały pionek · f3 – Biały goniec · e2 – Biały hetman · f2 – Biały król | b7 – Czarna wieża · f7 – Czarny król · e6 – Czarny pionek · f6 – Czarny pionek · d5 – Czarny hetman · f4 – Biały pionek · e3 – Biały pionek · f3 – Biały goniec · e2 – Biały hetman · f2 – Biały król | b7 – Czarna wieża · f7 – Czarny król · e6 – Czarny pionek · f6 – Czarny pionek · d5 – Czarny hetman · f4 – Biały pionek · e3 – Biały pionek · f3 – Biały goniec · e2 – Biały hetman · f2 – Biały król | b7 – Czarna wieża · f7 – Czarny król · e6 – Czarny pionek · f6 – Czarny pionek · d5 – Czarny hetman · f4 – Biały pionek · e3 – Biały pionek · f3 – Biały goniec · e2 – Biały hetman · f2 – Biały król | b7 – Czarna wieża · f7 – Czarny król · e6 – Czarny pionek · f6 – Czarny pionek · d5 – Czarny hetman · f4 – Biały pionek · e3 – Biały pionek · f3 – Biały goniec · e2 – Biały hetman · f2 – Biały król | b7 – Czarna wieża · f7 – Czarny król · e6 – Czarny pionek · f6 – Czarny pionek · d5 – Czarny hetman · f4 – Biały pionek · e3 – Biały pionek · f3 – Biały goniec · e2 – Biały hetman · f2 – Biały król | 8 |
| 7 | b7 – Czarna wieża · f7 – Czarny król · e6 – Czarny pionek · f6 – Czarny pionek · d5 – Czarny hetman · f4 – Biały pionek · e3 – Biały pionek · f3 – Biały goniec · e2 – Biały hetman · f2 – Biały król | b7 – Czarna wieża · f7 – Czarny król · e6 – Czarny pionek · f6 – Czarny pionek · d5 – Czarny hetman · f4 – Biały pionek · e3 – Biały pionek · f3 – Biały goniec · e2 – Biały hetman · f2 – Biały król | b7 – Czarna wieża · f7 – Czarny król · e6 – Czarny pionek · f6 – Czarny pionek · d5 – Czarny hetman · f4 – Biały pionek · e3 – Biały pionek · f3 – Biały goniec · e2 – Biały hetman · f2 – Biały król | b7 – Czarna wieża · f7 – Czarny król · e6 – Czarny pionek · f6 – Czarny pionek · d5 – Czarny hetman · f4 – Biały pionek · e3 – Biały pionek · f3 – Biały goniec · e2 – Biały hetman · f2 – Biały król | b7 – Czarna wieża · f7 – Czarny król · e6 – Czarny pionek · f6 – Czarny pionek · d5 – Czarny hetman · f4 – Biały pionek · e3 – Biały pionek · f3 – Biały goniec · e2 – Biały hetman · f2 – Biały król | b7 – Czarna wieża · f7 – Czarny król · e6 – Czarny pionek · f6 – Czarny pionek · d5 – Czarny hetman · f4 – Biały pionek · e3 – Biały pionek · f3 – Biały goniec · e2 – Biały hetman · f2 – Biały król | b7 – Czarna wieża · f7 – Czarny król · e6 – Czarny pionek · f6 – Czarny pionek · d5 – Czarny hetman · f4 – Biały pionek · e3 – Biały pionek · f3 – Biały goniec · e2 – Biały hetman · f2 – Biały król | b7 – Czarna wieża · f7 – Czarny król · e6 – Czarny pionek · f6 – Czarny pionek · d5 – Czarny hetman · f4 – Biały pionek · e3 – Biały pionek · f3 – Biały goniec · e2 – Biały hetman · f2 – Biały król | 7 |
| 6 | b7 – Czarna wieża · f7 – Czarny król · e6 – Czarny pionek · f6 – Czarny pionek · d5 – Czarny hetman · f4 – Biały pionek · e3 – Biały pionek · f3 – Biały goniec · e2 – Biały hetman · f2 – Biały król | b7 – Czarna wieża · f7 – Czarny król · e6 – Czarny pionek · f6 – Czarny pionek · d5 – Czarny hetman · f4 – Biały pionek · e3 – Biały pionek · f3 – Biały goniec · e2 – Biały hetman · f2 – Biały król | b7 – Czarna wieża · f7 – Czarny król · e6 – Czarny pionek · f6 – Czarny pionek · d5 – Czarny hetman · f4 – Biały pionek · e3 – Biały pionek · f3 – Biały goniec · e2 – Biały hetman · f2 – Biały król | b7 – Czarna wieża · f7 – Czarny król · e6 – Czarny pionek · f6 – Czarny pionek · d5 – Czarny hetman · f4 – Biały pionek · e3 – Biały pionek · f3 – Biały goniec · e2 – Biały hetman · f2 – Biały król | b7 – Czarna wieża · f7 – Czarny król · e6 – Czarny pionek · f6 – Czarny pionek · d5 – Czarny hetman · f4 – Biały pionek · e3 – Biały pionek · f3 – Biały goniec · e2 – Biały hetman · f2 – Biały król | b7 – Czarna wieża · f7 – Czarny król · e6 – Czarny pionek · f6 – Czarny pionek · d5 – Czarny hetman · f4 – Biały pionek · e3 – Biały pionek · f3 – Biały goniec · e2 – Biały hetman · f2 – Biały król | b7 – Czarna wieża · f7 – Czarny król · e6 – Czarny pionek · f6 – Czarny pionek · d5 – Czarny hetman · f4 – Biały pionek · e3 – Biały pionek · f3 – Biały goniec · e2 – Biały hetman · f2 – Biały król | b7 – Czarna wieża · f7 – Czarny król · e6 – Czarny pionek · f6 – Czarny pionek · d5 – Czarny hetman · f4 – Biały pionek · e3 – Biały pionek · f3 – Biały goniec · e2 – Biały hetman · f2 – Biały król | 6 |
| 5 | b7 – Czarna wieża · f7 – Czarny król · e6 – Czarny pionek · f6 – Czarny pionek · d5 – Czarny hetman · f4 – Biały pionek · e3 – Biały pionek · f3 – Biały goniec · e2 – Biały hetman · f2 – Biały król | b7 – Czarna wieża · f7 – Czarny król · e6 – Czarny pionek · f6 – Czarny pionek · d5 – Czarny hetman · f4 – Biały pionek · e3 – Biały pionek · f3 – Biały goniec · e2 – Biały hetman · f2 – Biały król | b7 – Czarna wieża · f7 – Czarny król · e6 – Czarny pionek · f6 – Czarny pionek · d5 – Czarny hetman · f4 – Biały pionek · e3 – Biały pionek · f3 – Biały goniec · e2 – Biały hetman · f2 – Biały król | b7 – Czarna wieża · f7 – Czarny król · e6 – Czarny pionek · f6 – Czarny pionek · d5 – Czarny hetman · f4 – Biały pionek · e3 – Biały pionek · f3 – Biały goniec · e2 – Biały hetman · f2 – Biały król | b7 – Czarna wieża · f7 – Czarny król · e6 – Czarny pionek · f6 – Czarny pionek · d5 – Czarny hetman · f4 – Biały pionek · e3 – Biały pionek · f3 – Biały goniec · e2 – Biały hetman · f2 – Biały król | b7 – Czarna wieża · f7 – Czarny król · e6 – Czarny pionek · f6 – Czarny pionek · d5 – Czarny hetman · f4 – Biały pionek · e3 – Biały pionek · f3 – Biały goniec · e2 – Biały hetman · f2 – Biały król | b7 – Czarna wieża · f7 – Czarny król · e6 – Czarny pionek · f6 – Czarny pionek · d5 – Czarny hetman · f4 – Biały pionek · e3 – Biały pionek · f3 – Biały goniec · e2 – Biały hetman · f2 – Biały król | b7 – Czarna wieża · f7 – Czarny król · e6 – Czarny pionek · f6 – Czarny pionek · d5 – Czarny hetman · f4 – Biały pionek · e3 – Biały pionek · f3 – Biały goniec · e2 – Biały hetman · f2 – Biały król | 5 |
| 4 | b7 – Czarna wieża · f7 – Czarny król · e6 – Czarny pionek · f6 – Czarny pionek · d5 – Czarny hetman · f4 – Biały pionek · e3 – Biały pionek · f3 – Biały goniec · e2 – Biały hetman · f2 – Biały król | b7 – Czarna wieża · f7 – Czarny król · e6 – Czarny pionek · f6 – Czarny pionek · d5 – Czarny hetman · f4 – Biały pionek · e3 – Biały pionek · f3 – Biały goniec · e2 – Biały hetman · f2 – Biały król | b7 – Czarna wieża · f7 – Czarny król · e6 – Czarny pionek · f6 – Czarny pionek · d5 – Czarny hetman · f4 – Biały pionek · e3 – Biały pionek · f3 – Biały goniec · e2 – Biały hetman · f2 – Biały król | b7 – Czarna wieża · f7 – Czarny król · e6 – Czarny pionek · f6 – Czarny pionek · d5 – Czarny hetman · f4 – Biały pionek · e3 – Biały pionek · f3 – Biały goniec · e2 – Biały hetman · f2 – Biały król | b7 – Czarna wieża · f7 – Czarny król · e6 – Czarny pionek · f6 – Czarny pionek · d5 – Czarny hetman · f4 – Biały pionek · e3 – Biały pionek · f3 – Biały goniec · e2 – Biały hetman · f2 – Biały król | b7 – Czarna wieża · f7 – Czarny król · e6 – Czarny pionek · f6 – Czarny pionek · d5 – Czarny hetman · f4 – Biały pionek · e3 – Biały pionek · f3 – Biały goniec · e2 – Biały hetman · f2 – Biały król | b7 – Czarna wieża · f7 – Czarny król · e6 – Czarny pionek · f6 – Czarny pionek · d5 – Czarny hetman · f4 – Biały pionek · e3 – Biały pionek · f3 – Biały goniec · e2 – Biały hetman · f2 – Biały król | b7 – Czarna wieża · f7 – Czarny król · e6 – Czarny pionek · f6 – Czarny pionek · d5 – Czarny hetman · f4 – Biały pionek · e3 – Biały pionek · f3 – Biały goniec · e2 – Biały hetman · f2 – Biały król | 4 |
| 3 | b7 – Czarna wieża · f7 – Czarny król · e6 – Czarny pionek · f6 – Czarny pionek · d5 – Czarny hetman · f4 – Biały pionek · e3 – Biały pionek · f3 – Biały goniec · e2 – Biały hetman · f2 – Biały król | b7 – Czarna wieża · f7 – Czarny król · e6 – Czarny pionek · f6 – Czarny pionek · d5 – Czarny hetman · f4 – Biały pionek · e3 – Biały pionek · f3 – Biały goniec · e2 – Biały hetman · f2 – Biały król | b7 – Czarna wieża · f7 – Czarny król · e6 – Czarny pionek · f6 – Czarny pionek · d5 – Czarny hetman · f4 – Biały pionek · e3 – Biały pionek · f3 – Biały goniec · e2 – Biały hetman · f2 – Biały król | b7 – Czarna wieża · f7 – Czarny król · e6 – Czarny pionek · f6 – Czarny pionek · d5 – Czarny hetman · f4 – Biały pionek · e3 – Biały pionek · f3 – Biały goniec · e2 – Biały hetman · f2 – Biały król | b7 – Czarna wieża · f7 – Czarny król · e6 – Czarny pionek · f6 – Czarny pionek · d5 – Czarny hetman · f4 – Biały pionek · e3 – Biały pionek · f3 – Biały goniec · e2 – Biały hetman · f2 – Biały król | b7 – Czarna wieża · f7 – Czarny król · e6 – Czarny pionek · f6 – Czarny pionek · d5 – Czarny hetman · f4 – Biały pionek · e3 – Biały pionek · f3 – Biały goniec · e2 – Biały hetman · f2 – Biały król | b7 – Czarna wieża · f7 – Czarny król · e6 – Czarny pionek · f6 – Czarny pionek · d5 – Czarny hetman · f4 – Biały pionek · e3 – Biały pionek · f3 – Biały goniec · e2 – Biały hetman · f2 – Biały król | b7 – Czarna wieża · f7 – Czarny król · e6 – Czarny pionek · f6 – Czarny pionek · d5 – Czarny hetman · f4 – Biały pionek · e3 – Biały pionek · f3 – Biały goniec · e2 – Biały hetman · f2 – Biały król | 3 |
| 2 | b7 – Czarna wieża · f7 – Czarny król · e6 – Czarny pionek · f6 – Czarny pionek · d5 – Czarny hetman · f4 – Biały pionek · e3 – Biały pionek · f3 – Biały goniec · e2 – Biały hetman · f2 – Biały król | b7 – Czarna wieża · f7 – Czarny król · e6 – Czarny pionek · f6 – Czarny pionek · d5 – Czarny hetman · f4 – Biały pionek · e3 – Biały pionek · f3 – Biały goniec · e2 – Biały hetman · f2 – Biały król | b7 – Czarna wieża · f7 – Czarny król · e6 – Czarny pionek · f6 – Czarny pionek · d5 – Czarny hetman · f4 – Biały pionek · e3 – Biały pionek · f3 – Biały goniec · e2 – Biały hetman · f2 – Biały król | b7 – Czarna wieża · f7 – Czarny król · e6 – Czarny pionek · f6 – Czarny pionek · d5 – Czarny hetman · f4 – Biały pionek · e3 – Biały pionek · f3 – Biały goniec · e2 – Biały hetman · f2 – Biały król | b7 – Czarna wieża · f7 – Czarny król · e6 – Czarny pionek · f6 – Czarny pionek · d5 – Czarny hetman · f4 – Biały pionek · e3 – Biały pionek · f3 – Biały goniec · e2 – Biały hetman · f2 – Biały król | b7 – Czarna wieża · f7 – Czarny król · e6 – Czarny pionek · f6 – Czarny pionek · d5 – Czarny hetman · f4 – Biały pionek · e3 – Biały pionek · f3 – Biały goniec · e2 – Biały hetman · f2 – Biały król | b7 – Czarna wieża · f7 – Czarny król · e6 – Czarny pionek · f6 – Czarny pionek · d5 – Czarny hetman · f4 – Biały pionek · e3 – Biały pionek · f3 – Biały goniec · e2 – Biały hetman · f2 – Biały król | b7 – Czarna wieża · f7 – Czarny król · e6 – Czarny pionek · f6 – Czarny pionek · d5 – Czarny hetman · f4 – Biały pionek · e3 – Biały pionek · f3 – Biały goniec · e2 – Biały hetman · f2 – Biały król | 2 |
| 1 | b7 – Czarna wieża · f7 – Czarny król · e6 – Czarny pionek · f6 – Czarny pionek · d5 – Czarny hetman · f4 – Biały pionek · e3 – Biały pionek · f3 – Biały goniec · e2 – Biały hetman · f2 – Biały król | b7 – Czarna wieża · f7 – Czarny król · e6 – Czarny pionek · f6 – Czarny pionek · d5 – Czarny hetman · f4 – Biały pionek · e3 – Biały pionek · f3 – Biały goniec · e2 – Biały hetman · f2 – Biały król | b7 – Czarna wieża · f7 – Czarny król · e6 – Czarny pionek · f6 – Czarny pionek · d5 – Czarny hetman · f4 – Biały pionek · e3 – Biały pionek · f3 – Biały goniec · e2 – Biały hetman · f2 – Biały król | b7 – Czarna wieża · f7 – Czarny król · e6 – Czarny pionek · f6 – Czarny pionek · d5 – Czarny hetman · f4 – Biały pionek · e3 – Biały pionek · f3 – Biały goniec · e2 – Biały hetman · f2 – Biały król | b7 – Czarna wieża · f7 – Czarny król · e6 – Czarny pionek · f6 – Czarny pionek · d5 – Czarny hetman · f4 – Biały pionek · e3 – Biały pionek · f3 – Biały goniec · e2 – Biały hetman · f2 – Biały król | b7 – Czarna wieża · f7 – Czarny król · e6 – Czarny pionek · f6 – Czarny pionek · d5 – Czarny hetman · f4 – Biały pionek · e3 – Biały pionek · f3 – Biały goniec · e2 – Biały hetman · f2 – Biały król | b7 – Czarna wieża · f7 – Czarny król · e6 – Czarny pionek · f6 – Czarny pionek · d5 – Czarny hetman · f4 – Biały pionek · e3 – Biały pionek · f3 – Biały goniec · e2 – Biały hetman · f2 – Biały król | b7 – Czarna wieża · f7 – Czarny król · e6 – Czarny pionek · f6 – Czarny pionek · d5 – Czarny hetman · f4 – Biały pionek · e3 – Biały pionek · f3 – Biały goniec · e2 – Biały hetman · f2 – Biały król | 1 |
|   | a | b | c | d | e | f | g | h |   |

### Szpila absolutna
Na diagramie, przy ruchu białych, biały król jest szpilowany przez czarnego gońca. Reguły zobowiązują białych do odpowiedzi na szacha. Gdy białe wykonają jedno z możliwych posunięć, czarne zbiją ich hetmana.
|   | a | b | c | d | e | f | g | h |   |
| 8 | d7 – Czarny hetman · e7 – Czarny król · d5 – Czarny goniec · e4 – Biały król · f4 – Biały goniec · f3 – Biały hetman | d7 – Czarny hetman · e7 – Czarny król · d5 – Czarny goniec · e4 – Biały król · f4 – Biały goniec · f3 – Biały hetman | d7 – Czarny hetman · e7 – Czarny król · d5 – Czarny goniec · e4 – Biały król · f4 – Biały goniec · f3 – Biały hetman | d7 – Czarny hetman · e7 – Czarny król · d5 – Czarny goniec · e4 – Biały król · f4 – Biały goniec · f3 – Biały hetman | d7 – Czarny hetman · e7 – Czarny król · d5 – Czarny goniec · e4 – Biały król · f4 – Biały goniec · f3 – Biały hetman | d7 – Czarny hetman · e7 – Czarny król · d5 – Czarny goniec · e4 – Biały król · f4 – Biały goniec · f3 – Biały hetman | d7 – Czarny hetman · e7 – Czarny król · d5 – Czarny goniec · e4 – Biały król · f4 – Biały goniec · f3 – Biały hetman | d7 – Czarny hetman · e7 – Czarny król · d5 – Czarny goniec · e4 – Biały król · f4 – Biały goniec · f3 – Biały hetman | 8 |
| 7 | d7 – Czarny hetman · e7 – Czarny król · d5 – Czarny goniec · e4 – Biały król · f4 – Biały goniec · f3 – Biały hetman | d7 – Czarny hetman · e7 – Czarny król · d5 – Czarny goniec · e4 – Biały król · f4 – Biały goniec · f3 – Biały hetman | d7 – Czarny hetman · e7 – Czarny król · d5 – Czarny goniec · e4 – Biały król · f4 – Biały goniec · f3 – Biały hetman | d7 – Czarny hetman · e7 – Czarny król · d5 – Czarny goniec · e4 – Biały król · f4 – Biały goniec · f3 – Biały hetman | d7 – Czarny hetman · e7 – Czarny król · d5 – Czarny goniec · e4 – Biały król · f4 – Biały goniec · f3 – Biały hetman | d7 – Czarny hetman · e7 – Czarny król · d5 – Czarny goniec · e4 – Biały król · f4 – Biały goniec · f3 – Biały hetman | d7 – Czarny hetman · e7 – Czarny król · d5 – Czarny goniec · e4 – Biały król · f4 – Biały goniec · f3 – Biały hetman | d7 – Czarny hetman · e7 – Czarny król · d5 – Czarny goniec · e4 – Biały król · f4 – Biały goniec · f3 – Biały hetman | 7 |
| 6 | d7 – Czarny hetman · e7 – Czarny król · d5 – Czarny goniec · e4 – Biały król · f4 – Biały goniec · f3 – Biały hetman | d7 – Czarny hetman · e7 – Czarny król · d5 – Czarny goniec · e4 – Biały król · f4 – Biały goniec · f3 – Biały hetman | d7 – Czarny hetman · e7 – Czarny król · d5 – Czarny goniec · e4 – Biały król · f4 – Biały goniec · f3 – Biały hetman | d7 – Czarny hetman · e7 – Czarny król · d5 – Czarny goniec · e4 – Biały król · f4 – Biały goniec · f3 – Biały hetman | d7 – Czarny hetman · e7 – Czarny król · d5 – Czarny goniec · e4 – Biały król · f4 – Biały goniec · f3 – Biały hetman | d7 – Czarny hetman · e7 – Czarny król · d5 – Czarny goniec · e4 – Biały król · f4 – Biały goniec · f3 – Biały hetman | d7 – Czarny hetman · e7 – Czarny król · d5 – Czarny goniec · e4 – Biały król · f4 – Biały goniec · f3 – Biały hetman | d7 – Czarny hetman · e7 – Czarny król · d5 – Czarny goniec · e4 – Biały król · f4 – Biały goniec · f3 – Biały hetman | 6 |
| 5 | d7 – Czarny hetman · e7 – Czarny król · d5 – Czarny goniec · e4 – Biały król · f4 – Biały goniec · f3 – Biały hetman | d7 – Czarny hetman · e7 – Czarny król · d5 – Czarny goniec · e4 – Biały król · f4 – Biały goniec · f3 – Biały hetman | d7 – Czarny hetman · e7 – Czarny król · d5 – Czarny goniec · e4 – Biały król · f4 – Biały goniec · f3 – Biały hetman | d7 – Czarny hetman · e7 – Czarny król · d5 – Czarny goniec · e4 – Biały król · f4 – Biały goniec · f3 – Biały hetman | d7 – Czarny hetman · e7 – Czarny król · d5 – Czarny goniec · e4 – Biały król · f4 – Biały goniec · f3 – Biały hetman | d7 – Czarny hetman · e7 – Czarny król · d5 – Czarny goniec · e4 – Biały król · f4 – Biały goniec · f3 – Biały hetman | d7 – Czarny hetman · e7 – Czarny król · d5 – Czarny goniec · e4 – Biały król · f4 – Biały goniec · f3 – Biały hetman | d7 – Czarny hetman · e7 – Czarny król · d5 – Czarny goniec · e4 – Biały król · f4 – Biały goniec · f3 – Biały hetman | 5 |
| 4 | d7 – Czarny hetman · e7 – Czarny król · d5 – Czarny goniec · e4 – Biały król · f4 – Biały goniec · f3 – Biały hetman | d7 – Czarny hetman · e7 – Czarny król · d5 – Czarny goniec · e4 – Biały król · f4 – Biały goniec · f3 – Biały hetman | d7 – Czarny hetman · e7 – Czarny król · d5 – Czarny goniec · e4 – Biały król · f4 – Biały goniec · f3 – Biały hetman | d7 – Czarny hetman · e7 – Czarny król · d5 – Czarny goniec · e4 – Biały król · f4 – Biały goniec · f3 – Biały hetman | d7 – Czarny hetman · e7 – Czarny król · d5 – Czarny goniec · e4 – Biały król · f4 – Biały goniec · f3 – Biały hetman | d7 – Czarny hetman · e7 – Czarny król · d5 – Czarny goniec · e4 – Biały król · f4 – Biały goniec · f3 – Biały hetman | d7 – Czarny hetman · e7 – Czarny król · d5 – Czarny goniec · e4 – Biały król · f4 – Biały goniec · f3 – Biały hetman | d7 – Czarny hetman · e7 – Czarny król · d5 – Czarny goniec · e4 – Biały król · f4 – Biały goniec · f3 – Biały hetman | 4 |
| 3 | d7 – Czarny hetman · e7 – Czarny król · d5 – Czarny goniec · e4 – Biały król · f4 – Biały goniec · f3 – Biały hetman | d7 – Czarny hetman · e7 – Czarny król · d5 – Czarny goniec · e4 – Biały król · f4 – Biały goniec · f3 – Biały hetman | d7 – Czarny hetman · e7 – Czarny król · d5 – Czarny goniec · e4 – Biały król · f4 – Biały goniec · f3 – Biały hetman | d7 – Czarny hetman · e7 – Czarny król · d5 – Czarny goniec · e4 – Biały król · f4 – Biały goniec · f3 – Biały hetman | d7 – Czarny hetman · e7 – Czarny król · d5 – Czarny goniec · e4 – Biały król · f4 – Biały goniec · f3 – Biały hetman | d7 – Czarny hetman · e7 – Czarny król · d5 – Czarny goniec · e4 – Biały król · f4 – Biały goniec · f3 – Biały hetman | d7 – Czarny hetman · e7 – Czarny król · d5 – Czarny goniec · e4 – Biały król · f4 – Biały goniec · f3 – Biały hetman | d7 – Czarny hetman · e7 – Czarny król · d5 – Czarny goniec · e4 – Biały król · f4 – Biały goniec · f3 – Biały hetman | 3 |
| 2 | d7 – Czarny hetman · e7 – Czarny król · d5 – Czarny goniec · e4 – Biały król · f4 – Biały goniec · f3 – Biały hetman | d7 – Czarny hetman · e7 – Czarny król · d5 – Czarny goniec · e4 – Biały król · f4 – Biały goniec · f3 – Biały hetman | d7 – Czarny hetman · e7 – Czarny król · d5 – Czarny goniec · e4 – Biały król · f4 – Biały goniec · f3 – Biały hetman | d7 – Czarny hetman · e7 – Czarny król · d5 – Czarny goniec · e4 – Biały król · f4 – Biały goniec · f3 – Biały hetman | d7 – Czarny hetman · e7 – Czarny król · d5 – Czarny goniec · e4 – Biały król · f4 – Biały goniec · f3 – Biały hetman | d7 – Czarny hetman · e7 – Czarny król · d5 – Czarny goniec · e4 – Biały król · f4 – Biały goniec · f3 – Biały hetman | d7 – Czarny hetman · e7 – Czarny król · d5 – Czarny goniec · e4 – Biały król · f4 – Biały goniec · f3 – Biały hetman | d7 – Czarny hetman · e7 – Czarny król · d5 – Czarny goniec · e4 – Biały król · f4 – Biały goniec · f3 – Biały hetman | 2 |
| 1 | d7 – Czarny hetman · e7 – Czarny król · d5 – Czarny goniec · e4 – Biały król · f4 – Biały goniec · f3 – Biały hetman | d7 – Czarny hetman · e7 – Czarny król · d5 – Czarny goniec · e4 – Biały król · f4 – Biały goniec · f3 – Biały hetman | d7 – Czarny hetman · e7 – Czarny król · d5 – Czarny goniec · e4 – Biały król · f4 – Biały goniec · f3 – Biały hetman | d7 – Czarny hetman · e7 – Czarny król · d5 – Czarny goniec · e4 – Biały król · f4 – Biały goniec · f3 – Biały hetman | d7 – Czarny hetman · e7 – Czarny król · d5 – Czarny goniec · e4 – Biały król · f4 – Biały goniec · f3 – Biały hetman | d7 – Czarny hetman · e7 – Czarny król · d5 – Czarny goniec · e4 – Biały król · f4 – Biały goniec · f3 – Biały hetman | d7 – Czarny hetman · e7 – Czarny król · d5 – Czarny goniec · e4 – Biały król · f4 – Biały goniec · f3 – Biały hetman | d7 – Czarny hetman · e7 – Czarny król · d5 – Czarny goniec · e4 – Biały król · f4 – Biały goniec · f3 – Biały hetman | 1 |
|   | a | b | c | d | e | f | g | h |   |

## Przykład z partii
W partii rozegranej w 1989 roku między Nigelem Shortem a Rafajelem Wahanianem białe poświęciły gońca, żeby zbić hetmana poprzez szpilę. Białe zagrały 51. Ge5+ i w tej pozycji czarne się poddały, ponieważ gdy zagrają 51...K:e5, by uniknąć natychmiastowej straty hetmana, 52.Hc3+ zdobywa go poprzez szpilę.
|   | a | b | c | d | e | f | g | h |   |
| 8 | c8 – Biały hetman · b7 – Czarny pionek · g7 – Czarny hetman · a6 – Czarny pionek · f6 – Czarny król · e5 – Biały goniec · g5 – Czarny pionek · a4 – Biały pionek · e4 – Czarny goniec · h3 – Biały pionek · f2 – Biały pionek · g2 – Biały pionek · g1 – Biały król | c8 – Biały hetman · b7 – Czarny pionek · g7 – Czarny hetman · a6 – Czarny pionek · f6 – Czarny król · e5 – Biały goniec · g5 – Czarny pionek · a4 – Biały pionek · e4 – Czarny goniec · h3 – Biały pionek · f2 – Biały pionek · g2 – Biały pionek · g1 – Biały król | c8 – Biały hetman · b7 – Czarny pionek · g7 – Czarny hetman · a6 – Czarny pionek · f6 – Czarny król · e5 – Biały goniec · g5 – Czarny pionek · a4 – Biały pionek · e4 – Czarny goniec · h3 – Biały pionek · f2 – Biały pionek · g2 – Biały pionek · g1 – Biały król | c8 – Biały hetman · b7 – Czarny pionek · g7 – Czarny hetman · a6 – Czarny pionek · f6 – Czarny król · e5 – Biały goniec · g5 – Czarny pionek · a4 – Biały pionek · e4 – Czarny goniec · h3 – Biały pionek · f2 – Biały pionek · g2 – Biały pionek · g1 – Biały król | c8 – Biały hetman · b7 – Czarny pionek · g7 – Czarny hetman · a6 – Czarny pionek · f6 – Czarny król · e5 – Biały goniec · g5 – Czarny pionek · a4 – Biały pionek · e4 – Czarny goniec · h3 – Biały pionek · f2 – Biały pionek · g2 – Biały pionek · g1 – Biały król | c8 – Biały hetman · b7 – Czarny pionek · g7 – Czarny hetman · a6 – Czarny pionek · f6 – Czarny król · e5 – Biały goniec · g5 – Czarny pionek · a4 – Biały pionek · e4 – Czarny goniec · h3 – Biały pionek · f2 – Biały pionek · g2 – Biały pionek · g1 – Biały król | c8 – Biały hetman · b7 – Czarny pionek · g7 – Czarny hetman · a6 – Czarny pionek · f6 – Czarny król · e5 – Biały goniec · g5 – Czarny pionek · a4 – Biały pionek · e4 – Czarny goniec · h3 – Biały pionek · f2 – Biały pionek · g2 – Biały pionek · g1 – Biały król | c8 – Biały hetman · b7 – Czarny pionek · g7 – Czarny hetman · a6 – Czarny pionek · f6 – Czarny król · e5 – Biały goniec · g5 – Czarny pionek · a4 – Biały pionek · e4 – Czarny goniec · h3 – Biały pionek · f2 – Biały pionek · g2 – Biały pionek · g1 – Biały król | 8 |
| 7 | c8 – Biały hetman · b7 – Czarny pionek · g7 – Czarny hetman · a6 – Czarny pionek · f6 – Czarny król · e5 – Biały goniec · g5 – Czarny pionek · a4 – Biały pionek · e4 – Czarny goniec · h3 – Biały pionek · f2 – Biały pionek · g2 – Biały pionek · g1 – Biały król | c8 – Biały hetman · b7 – Czarny pionek · g7 – Czarny hetman · a6 – Czarny pionek · f6 – Czarny król · e5 – Biały goniec · g5 – Czarny pionek · a4 – Biały pionek · e4 – Czarny goniec · h3 – Biały pionek · f2 – Biały pionek · g2 – Biały pionek · g1 – Biały król | c8 – Biały hetman · b7 – Czarny pionek · g7 – Czarny hetman · a6 – Czarny pionek · f6 – Czarny król · e5 – Biały goniec · g5 – Czarny pionek · a4 – Biały pionek · e4 – Czarny goniec · h3 – Biały pionek · f2 – Biały pionek · g2 – Biały pionek · g1 – Biały król | c8 – Biały hetman · b7 – Czarny pionek · g7 – Czarny hetman · a6 – Czarny pionek · f6 – Czarny król · e5 – Biały goniec · g5 – Czarny pionek · a4 – Biały pionek · e4 – Czarny goniec · h3 – Biały pionek · f2 – Biały pionek · g2 – Biały pionek · g1 – Biały król | c8 – Biały hetman · b7 – Czarny pionek · g7 – Czarny hetman · a6 – Czarny pionek · f6 – Czarny król · e5 – Biały goniec · g5 – Czarny pionek · a4 – Biały pionek · e4 – Czarny goniec · h3 – Biały pionek · f2 – Biały pionek · g2 – Biały pionek · g1 – Biały król | c8 – Biały hetman · b7 – Czarny pionek · g7 – Czarny hetman · a6 – Czarny pionek · f6 – Czarny król · e5 – Biały goniec · g5 – Czarny pionek · a4 – Biały pionek · e4 – Czarny goniec · h3 – Biały pionek · f2 – Biały pionek · g2 – Biały pionek · g1 – Biały król | c8 – Biały hetman · b7 – Czarny pionek · g7 – Czarny hetman · a6 – Czarny pionek · f6 – Czarny król · e5 – Biały goniec · g5 – Czarny pionek · a4 – Biały pionek · e4 – Czarny goniec · h3 – Biały pionek · f2 – Biały pionek · g2 – Biały pionek · g1 – Biały król | c8 – Biały hetman · b7 – Czarny pionek · g7 – Czarny hetman · a6 – Czarny pionek · f6 – Czarny król · e5 – Biały goniec · g5 – Czarny pionek · a4 – Biały pionek · e4 – Czarny goniec · h3 – Biały pionek · f2 – Biały pionek · g2 – Biały pionek · g1 – Biały król | 7 |
| 6 | c8 – Biały hetman · b7 – Czarny pionek · g7 – Czarny hetman · a6 – Czarny pionek · f6 – Czarny król · e5 – Biały goniec · g5 – Czarny pionek · a4 – Biały pionek · e4 – Czarny goniec · h3 – Biały pionek · f2 – Biały pionek · g2 – Biały pionek · g1 – Biały król | c8 – Biały hetman · b7 – Czarny pionek · g7 – Czarny hetman · a6 – Czarny pionek · f6 – Czarny król · e5 – Biały goniec · g5 – Czarny pionek · a4 – Biały pionek · e4 – Czarny goniec · h3 – Biały pionek · f2 – Biały pionek · g2 – Biały pionek · g1 – Biały król | c8 – Biały hetman · b7 – Czarny pionek · g7 – Czarny hetman · a6 – Czarny pionek · f6 – Czarny król · e5 – Biały goniec · g5 – Czarny pionek · a4 – Biały pionek · e4 – Czarny goniec · h3 – Biały pionek · f2 – Biały pionek · g2 – Biały pionek · g1 – Biały król | c8 – Biały hetman · b7 – Czarny pionek · g7 – Czarny hetman · a6 – Czarny pionek · f6 – Czarny król · e5 – Biały goniec · g5 – Czarny pionek · a4 – Biały pionek · e4 – Czarny goniec · h3 – Biały pionek · f2 – Biały pionek · g2 – Biały pionek · g1 – Biały król | c8 – Biały hetman · b7 – Czarny pionek · g7 – Czarny hetman · a6 – Czarny pionek · f6 – Czarny król · e5 – Biały goniec · g5 – Czarny pionek · a4 – Biały pionek · e4 – Czarny goniec · h3 – Biały pionek · f2 – Biały pionek · g2 – Biały pionek · g1 – Biały król | c8 – Biały hetman · b7 – Czarny pionek · g7 – Czarny hetman · a6 – Czarny pionek · f6 – Czarny król · e5 – Biały goniec · g5 – Czarny pionek · a4 – Biały pionek · e4 – Czarny goniec · h3 – Biały pionek · f2 – Biały pionek · g2 – Biały pionek · g1 – Biały król | c8 – Biały hetman · b7 – Czarny pionek · g7 – Czarny hetman · a6 – Czarny pionek · f6 – Czarny król · e5 – Biały goniec · g5 – Czarny pionek · a4 – Biały pionek · e4 – Czarny goniec · h3 – Biały pionek · f2 – Biały pionek · g2 – Biały pionek · g1 – Biały król | c8 – Biały hetman · b7 – Czarny pionek · g7 – Czarny hetman · a6 – Czarny pionek · f6 – Czarny król · e5 – Biały goniec · g5 – Czarny pionek · a4 – Biały pionek · e4 – Czarny goniec · h3 – Biały pionek · f2 – Biały pionek · g2 – Biały pionek · g1 – Biały król | 6 |
| 5 | c8 – Biały hetman · b7 – Czarny pionek · g7 – Czarny hetman · a6 – Czarny pionek · f6 – Czarny król · e5 – Biały goniec · g5 – Czarny pionek · a4 – Biały pionek · e4 – Czarny goniec · h3 – Biały pionek · f2 – Biały pionek · g2 – Biały pionek · g1 – Biały król | c8 – Biały hetman · b7 – Czarny pionek · g7 – Czarny hetman · a6 – Czarny pionek · f6 – Czarny król · e5 – Biały goniec · g5 – Czarny pionek · a4 – Biały pionek · e4 – Czarny goniec · h3 – Biały pionek · f2 – Biały pionek · g2 – Biały pionek · g1 – Biały król | c8 – Biały hetman · b7 – Czarny pionek · g7 – Czarny hetman · a6 – Czarny pionek · f6 – Czarny król · e5 – Biały goniec · g5 – Czarny pionek · a4 – Biały pionek · e4 – Czarny goniec · h3 – Biały pionek · f2 – Biały pionek · g2 – Biały pionek · g1 – Biały król | c8 – Biały hetman · b7 – Czarny pionek · g7 – Czarny hetman · a6 – Czarny pionek · f6 – Czarny król · e5 – Biały goniec · g5 – Czarny pionek · a4 – Biały pionek · e4 – Czarny goniec · h3 – Biały pionek · f2 – Biały pionek · g2 – Biały pionek · g1 – Biały król | c8 – Biały hetman · b7 – Czarny pionek · g7 – Czarny hetman · a6 – Czarny pionek · f6 – Czarny król · e5 – Biały goniec · g5 – Czarny pionek · a4 – Biały pionek · e4 – Czarny goniec · h3 – Biały pionek · f2 – Biały pionek · g2 – Biały pionek · g1 – Biały król | c8 – Biały hetman · b7 – Czarny pionek · g7 – Czarny hetman · a6 – Czarny pionek · f6 – Czarny król · e5 – Biały goniec · g5 – Czarny pionek · a4 – Biały pionek · e4 – Czarny goniec · h3 – Biały pionek · f2 – Biały pionek · g2 – Biały pionek · g1 – Biały król | c8 – Biały hetman · b7 – Czarny pionek · g7 – Czarny hetman · a6 – Czarny pionek · f6 – Czarny król · e5 – Biały goniec · g5 – Czarny pionek · a4 – Biały pionek · e4 – Czarny goniec · h3 – Biały pionek · f2 – Biały pionek · g2 – Biały pionek · g1 – Biały król | c8 – Biały hetman · b7 – Czarny pionek · g7 – Czarny hetman · a6 – Czarny pionek · f6 – Czarny król · e5 – Biały goniec · g5 – Czarny pionek · a4 – Biały pionek · e4 – Czarny goniec · h3 – Biały pionek · f2 – Biały pionek · g2 – Biały pionek · g1 – Biały król | 5 |
| 4 | c8 – Biały hetman · b7 – Czarny pionek · g7 – Czarny hetman · a6 – Czarny pionek · f6 – Czarny król · e5 – Biały goniec · g5 – Czarny pionek · a4 – Biały pionek · e4 – Czarny goniec · h3 – Biały pionek · f2 – Biały pionek · g2 – Biały pionek · g1 – Biały król | c8 – Biały hetman · b7 – Czarny pionek · g7 – Czarny hetman · a6 – Czarny pionek · f6 – Czarny król · e5 – Biały goniec · g5 – Czarny pionek · a4 – Biały pionek · e4 – Czarny goniec · h3 – Biały pionek · f2 – Biały pionek · g2 – Biały pionek · g1 – Biały król | c8 – Biały hetman · b7 – Czarny pionek · g7 – Czarny hetman · a6 – Czarny pionek · f6 – Czarny król · e5 – Biały goniec · g5 – Czarny pionek · a4 – Biały pionek · e4 – Czarny goniec · h3 – Biały pionek · f2 – Biały pionek · g2 – Biały pionek · g1 – Biały król | c8 – Biały hetman · b7 – Czarny pionek · g7 – Czarny hetman · a6 – Czarny pionek · f6 – Czarny król · e5 – Biały goniec · g5 – Czarny pionek · a4 – Biały pionek · e4 – Czarny goniec · h3 – Biały pionek · f2 – Biały pionek · g2 – Biały pionek · g1 – Biały król | c8 – Biały hetman · b7 – Czarny pionek · g7 – Czarny hetman · a6 – Czarny pionek · f6 – Czarny król · e5 – Biały goniec · g5 – Czarny pionek · a4 – Biały pionek · e4 – Czarny goniec · h3 – Biały pionek · f2 – Biały pionek · g2 – Biały pionek · g1 – Biały król | c8 – Biały hetman · b7 – Czarny pionek · g7 – Czarny hetman · a6 – Czarny pionek · f6 – Czarny król · e5 – Biały goniec · g5 – Czarny pionek · a4 – Biały pionek · e4 – Czarny goniec · h3 – Biały pionek · f2 – Biały pionek · g2 – Biały pionek · g1 – Biały król | c8 – Biały hetman · b7 – Czarny pionek · g7 – Czarny hetman · a6 – Czarny pionek · f6 – Czarny król · e5 – Biały goniec · g5 – Czarny pionek · a4 – Biały pionek · e4 – Czarny goniec · h3 – Biały pionek · f2 – Biały pionek · g2 – Biały pionek · g1 – Biały król | c8 – Biały hetman · b7 – Czarny pionek · g7 – Czarny hetman · a6 – Czarny pionek · f6 – Czarny król · e5 – Biały goniec · g5 – Czarny pionek · a4 – Biały pionek · e4 – Czarny goniec · h3 – Biały pionek · f2 – Biały pionek · g2 – Biały pionek · g1 – Biały król | 4 |
| 3 | c8 – Biały hetman · b7 – Czarny pionek · g7 – Czarny hetman · a6 – Czarny pionek · f6 – Czarny król · e5 – Biały goniec · g5 – Czarny pionek · a4 – Biały pionek · e4 – Czarny goniec · h3 – Biały pionek · f2 – Biały pionek · g2 – Biały pionek · g1 – Biały król | c8 – Biały hetman · b7 – Czarny pionek · g7 – Czarny hetman · a6 – Czarny pionek · f6 – Czarny król · e5 – Biały goniec · g5 – Czarny pionek · a4 – Biały pionek · e4 – Czarny goniec · h3 – Biały pionek · f2 – Biały pionek · g2 – Biały pionek · g1 – Biały król | c8 – Biały hetman · b7 – Czarny pionek · g7 – Czarny hetman · a6 – Czarny pionek · f6 – Czarny król · e5 – Biały goniec · g5 – Czarny pionek · a4 – Biały pionek · e4 – Czarny goniec · h3 – Biały pionek · f2 – Biały pionek · g2 – Biały pionek · g1 – Biały król | c8 – Biały hetman · b7 – Czarny pionek · g7 – Czarny hetman · a6 – Czarny pionek · f6 – Czarny król · e5 – Biały goniec · g5 – Czarny pionek · a4 – Biały pionek · e4 – Czarny goniec · h3 – Biały pionek · f2 – Biały pionek · g2 – Biały pionek · g1 – Biały król | c8 – Biały hetman · b7 – Czarny pionek · g7 – Czarny hetman · a6 – Czarny pionek · f6 – Czarny król · e5 – Biały goniec · g5 – Czarny pionek · a4 – Biały pionek · e4 – Czarny goniec · h3 – Biały pionek · f2 – Biały pionek · g2 – Biały pionek · g1 – Biały król | c8 – Biały hetman · b7 – Czarny pionek · g7 – Czarny hetman · a6 – Czarny pionek · f6 – Czarny król · e5 – Biały goniec · g5 – Czarny pionek · a4 – Biały pionek · e4 – Czarny goniec · h3 – Biały pionek · f2 – Biały pionek · g2 – Biały pionek · g1 – Biały król | c8 – Biały hetman · b7 – Czarny pionek · g7 – Czarny hetman · a6 – Czarny pionek · f6 – Czarny król · e5 – Biały goniec · g5 – Czarny pionek · a4 – Biały pionek · e4 – Czarny goniec · h3 – Biały pionek · f2 – Biały pionek · g2 – Biały pionek · g1 – Biały król | c8 – Biały hetman · b7 – Czarny pionek · g7 – Czarny hetman · a6 – Czarny pionek · f6 – Czarny król · e5 – Biały goniec · g5 – Czarny pionek · a4 – Biały pionek · e4 – Czarny goniec · h3 – Biały pionek · f2 – Biały pionek · g2 – Biały pionek · g1 – Biały król | 3 |
| 2 | c8 – Biały hetman · b7 – Czarny pionek · g7 – Czarny hetman · a6 – Czarny pionek · f6 – Czarny król · e5 – Biały goniec · g5 – Czarny pionek · a4 – Biały pionek · e4 – Czarny goniec · h3 – Biały pionek · f2 – Biały pionek · g2 – Biały pionek · g1 – Biały król | c8 – Biały hetman · b7 – Czarny pionek · g7 – Czarny hetman · a6 – Czarny pionek · f6 – Czarny król · e5 – Biały goniec · g5 – Czarny pionek · a4 – Biały pionek · e4 – Czarny goniec · h3 – Biały pionek · f2 – Biały pionek · g2 – Biały pionek · g1 – Biały król | c8 – Biały hetman · b7 – Czarny pionek · g7 – Czarny hetman · a6 – Czarny pionek · f6 – Czarny król · e5 – Biały goniec · g5 – Czarny pionek · a4 – Biały pionek · e4 – Czarny goniec · h3 – Biały pionek · f2 – Biały pionek · g2 – Biały pionek · g1 – Biały król | c8 – Biały hetman · b7 – Czarny pionek · g7 – Czarny hetman · a6 – Czarny pionek · f6 – Czarny król · e5 – Biały goniec · g5 – Czarny pionek · a4 – Biały pionek · e4 – Czarny goniec · h3 – Biały pionek · f2 – Biały pionek · g2 – Biały pionek · g1 – Biały król | c8 – Biały hetman · b7 – Czarny pionek · g7 – Czarny hetman · a6 – Czarny pionek · f6 – Czarny król · e5 – Biały goniec · g5 – Czarny pionek · a4 – Biały pionek · e4 – Czarny goniec · h3 – Biały pionek · f2 – Biały pionek · g2 – Biały pionek · g1 – Biały król | c8 – Biały hetman · b7 – Czarny pionek · g7 – Czarny hetman · a6 – Czarny pionek · f6 – Czarny król · e5 – Biały goniec · g5 – Czarny pionek · a4 – Biały pionek · e4 – Czarny goniec · h3 – Biały pionek · f2 – Biały pionek · g2 – Biały pionek · g1 – Biały król | c8 – Biały hetman · b7 – Czarny pionek · g7 – Czarny hetman · a6 – Czarny pionek · f6 – Czarny król · e5 – Biały goniec · g5 – Czarny pionek · a4 – Biały pionek · e4 – Czarny goniec · h3 – Biały pionek · f2 – Biały pionek · g2 – Biały pionek · g1 – Biały król | c8 – Biały hetman · b7 – Czarny pionek · g7 – Czarny hetman · a6 – Czarny pionek · f6 – Czarny król · e5 – Biały goniec · g5 – Czarny pionek · a4 – Biały pionek · e4 – Czarny goniec · h3 – Biały pionek · f2 – Biały pionek · g2 – Biały pionek · g1 – Biały król | 2 |
| 1 | c8 – Biały hetman · b7 – Czarny pionek · g7 – Czarny hetman · a6 – Czarny pionek · f6 – Czarny król · e5 – Biały goniec · g5 – Czarny pionek · a4 – Biały pionek · e4 – Czarny goniec · h3 – Biały pionek · f2 – Biały pionek · g2 – Biały pionek · g1 – Biały król | c8 – Biały hetman · b7 – Czarny pionek · g7 – Czarny hetman · a6 – Czarny pionek · f6 – Czarny król · e5 – Biały goniec · g5 – Czarny pionek · a4 – Biały pionek · e4 – Czarny goniec · h3 – Biały pionek · f2 – Biały pionek · g2 – Biały pionek · g1 – Biały król | c8 – Biały hetman · b7 – Czarny pionek · g7 – Czarny hetman · a6 – Czarny pionek · f6 – Czarny król · e5 – Biały goniec · g5 – Czarny pionek · a4 – Biały pionek · e4 – Czarny goniec · h3 – Biały pionek · f2 – Biały pionek · g2 – Biały pionek · g1 – Biały król | c8 – Biały hetman · b7 – Czarny pionek · g7 – Czarny hetman · a6 – Czarny pionek · f6 – Czarny król · e5 – Biały goniec · g5 – Czarny pionek · a4 – Biały pionek · e4 – Czarny goniec · h3 – Biały pionek · f2 – Biały pionek · g2 – Biały pionek · g1 – Biały król | c8 – Biały hetman · b7 – Czarny pionek · g7 – Czarny hetman · a6 – Czarny pionek · f6 – Czarny król · e5 – Biały goniec · g5 – Czarny pionek · a4 – Biały pionek · e4 – Czarny goniec · h3 – Biały pionek · f2 – Biały pionek · g2 – Biały pionek · g1 – Biały król | c8 – Biały hetman · b7 – Czarny pionek · g7 – Czarny hetman · a6 – Czarny pionek · f6 – Czarny król · e5 – Biały goniec · g5 – Czarny pionek · a4 – Biały pionek · e4 – Czarny goniec · h3 – Biały pionek · f2 – Biały pionek · g2 – Biały pionek · g1 – Biały król | c8 – Biały hetman · b7 – Czarny pionek · g7 – Czarny hetman · a6 – Czarny pionek · f6 – Czarny król · e5 – Biały goniec · g5 – Czarny pionek · a4 – Biały pionek · e4 – Czarny goniec · h3 – Biały pionek · f2 – Biały pionek · g2 – Biały pionek · g1 – Biały król | c8 – Biały hetman · b7 – Czarny pionek · g7 – Czarny hetman · a6 – Czarny pionek · f6 – Czarny król · e5 – Biały goniec · g5 – Czarny pionek · a4 – Biały pionek · e4 – Czarny goniec · h3 – Biały pionek · f2 – Biały pionek · g2 – Biały pionek · g1 – Biały król | 1 |
|   | a | b | c | d | e | f | g | h |   |